# Filip Benković
Filip Benković (Zagreb, 13 de julho de 1997) é um futebolista profissional croata que atua como defensor.

## Carreira

### Dinamo Zagreb
Filip Benković se profissionalizou no Dinamo Zagreb, em 2015.

### Leicester City
Filip Benković se transferiu para o Leicester, em 2018.